# Тессема, Амус
Амус Тессема (англ. Amousse Tessema; род. 25 сентября 1931, Тулу Боло, Оромия) — эфиопский шоссейный велогонщик. Участник летних Олимпийских игр 1960 года.

## Карьера
В 1960 году был включён в состав сборной Эфиопии на летних Олимпийских играх в Риме. На них выступил в двух гонках.
Сначала в командной гонке с раздельным стартом на 100 км. По её результатам сборная Эфиопии (в которую также входили Гурему Дембоба, Куфлю Алазар и Негусс Менгисту) заняла 28 место, уступив занявшей первое место сборной Италии 24 минуты.
А затем в групповой шоссейной гонке протяжённостью 175 км, но не смог финишировать как и ещё 65 гонщиков.